# Безроднов Олександр Робертович
Олександр Робертович Безроднов (11 червня 1963, Свердловськ, СРСР) — радянський хокеїст, захисник або нападник.

## Біографічні відомості
Вихованець свердловської «Юності». Чемпіон СРСР серед юніорів 1980 року. У фінальній групі свердловська команда «СКА-Юність» здобула перемоги у всіх матчах: з челябінським «Трактором» (14:1), московськими ЦСКА (6:5) і «Спартаком» (6:4). Одноклубник Безроднова Олег Старков був визнаний кращим нападником, а Леонід Трухно — кращим бомбардиром. Виступав за клуби «Луч» (Свердловськ), СКА (Єкатеринбург), «Автомобіліст» (Єкатеринбург), «Динамо» (Харків), СКА-«Амур» (Хабаровськ), «Металург» (Сєров), «Кедр» (Новоуральськ) і «Шахтар» (Прокоп'євськ). У вищій лізі провів 145 матчів (23+19), у чемпіонаті МХЛ і російській суперлізі — 202 (14+24). Після завершення ігрової кар'єри працює в хокейній школі «Юність» (Єкатеринбург).

## Статистика
В елітних дивізіонах:
| Сезон        | Клуб                          | Ліга         | Регулярний сезон | Регулярний сезон | Регулярний сезон | Регулярний сезон | Регулярний сезон | Плей-оф | Плей-оф | Плей-оф | Плей-оф | Плей-оф |
| Сезон        | Клуб                          | Ліга         | І                | Г                | П                | О                | ШХ               | І       | Г       | П       | О       | ШХ      |
| ------------ | ----------------------------- | ------------ | ---------------- | ---------------- | ---------------- | ---------------- | ---------------- | ------- | ------- | ------- | ------- | ------- |
| 1984-85      | «Автомобіліст» (Свердловськ)  | СРСР         | 22               | 3                | 2                | 5                | 14               |         |         |         |         |         |
| 1986-87      | «Автомобіліст» (Свердловськ)  | СРСР         | 22               | 5                | 5                | 10               | 16               |         |         |         |         |         |
| 1987-88      | «Автомобіліст» (Свердловськ)  | СРСР         | 44               | 6                | 6                | 12               | 22               |         |         |         |         |         |
| 1988-89      | «Автомобіліст» (Свердловськ)  | СРСР         | 30               | 6                | 4                | 10               | 8                |         |         |         |         |         |
| 1989-90      | «Автомобіліст» (Свердловськ)  | СРСР         | 27               | 3                | 2                | 5                | 2                |         |         |         |         |         |
| 1992-93      | «Автомобіліст» (Єкатеринбург) | МХЛ          | 32               | 6                | 6                | 12               | 18               | 3       | 0       | 1       | 1       | 0       |
| 1993-94      | «Автомобіліст» (Єкатеринбург) | МХЛ          | 42               | 2                | 7                | 9                | 36               |         |         |         |         |         |
| 1994-95      | «Автомобіліст» (Єкатеринбург) | МХЛ          | 52               | 1                | 6                | 7                | 28               | 1       | 0       | 0       | 0       | 0       |
| 1995-96      | «Автомобіліст» (Єкатеринбург) | МХЛ          | 47               | 4                | 3                | 7                | 16               |         |         |         |         |         |
| 1996-97      | «Спартак» (Єкатеринбург)      | Росія        | 3                | 0                | 0                | 0                | 0                |         |         |         |         |         |
| 1997-98      | СКА-«Амур» (Хабаровськ)       | Росія        | 22               | 1                | 1                | 2                | 10               |         |         |         |         |         |
| Всього в Д-1 | Всього в Д-1                  | Всього в Д-1 | 343              | 37               | 42               | 79               | 170              | 4       | 0       | 1       | 1       | 0       |

Статистика виступів за харківський клуб:
| Сезон                       | Клуб                        | Ліга                        | І  | Г | П | О  | ШХ |
| --------------------------- | --------------------------- | --------------------------- | -- | - | - | -- | -- |
| 1990-91                     | «Динамо» (Харків)           | СРСР-2                      | 53 | 8 | 5 | 13 | 20 |
| 1991-92                     | «Динамо» (Харків)           | СРСР-2                      | 41 | 0 | 2 | 2  | 8  |
| Всього за «Динамо» (Харків) | Всього за «Динамо» (Харків) | Всього за «Динамо» (Харків) | 94 | 8 | 7 | 15 | 28 |